# Silesia
Silesia (en polaco: Śląsk; en checo: Slezsko; en alemán: Schlesien; en dialecto alemán silesio: Schläsing) es una región histórica de Europa Central que hoy en día está casi enteramente ubicada en el suroccidente de Polonia, con pequeñas partes en la República Checa y Alemania. Su escudo tradicional está compuesto por un águila negra sobre campo dorado. Su área es de aproximadamente 40 000 km² y su población se estima en 8 millones. Silesia se divide en dos subregiones principales, Baja Silesia en el oeste y Alta Silesia en el este. Silesia tiene una cultura diversa, que incluye una arquitectura, costumbres, cocinas y tradicionales especiales, además del idioma silesio (minoritario en Alta Silesia). 
Silesia está situada a lo largo del río Óder, y los Sudetes se extienden a través de su frontera meridional hacia el sudoeste, mientras que las Beskides se encuentran al sur. En el noroeste se encuentra la meseta de Cracovia-Wieluń. En la región se encuentran muchos puntos de referencia históricos y Patrimonios de la Humanidad de la UNESCO. También es rica en recursos minerales y naturales, e incluye varias áreas industriales importantes. Silesia está dividida actualmente en cuatro provincias (voivodatos) polacas: Lubusz, Baja Silesia, Opole y Silesia. El resto de la región histórica forma parte de los estados federados de Brandeburgo y Sajonia de Alemania y parte de la región de Moravia-Silesia de la República Checa. Las ciudades principales de la región son Breslavia (Wrocław) y Katowice. La ciudad más grande de la región, y capital de Baja Silesia, es Breslavia, mientras que la capital histórica de Alta Silesia es Opole. El área metropolitana más grande es el Área urbana de Katowice, en cuyo centro se encuentra Katowice. Partes de la ciudad checa de Ostrava y de la ciudad alemana de Görlitz se encuentran dentro de las fronteras de Silesia.
Las fronteras de Silesia y su afiliación nacional han cambiado con el tiempo, tanto cuando era una posesión hereditaria de casas nobles como después del surgimiento de los Estados-nación modernos, resultando en una abundancia de castillos, en particular en el valle Jelenia Góra. En 990, Miecislao I de Polonia conquistó esta región a Boleslao II de Bohemia. Después perteneció a Polonia, formando el Ducado de Silesia. Como resultado de una fragmentación adicional, Silesia se dividió luego en muchos ducados, gobernados por varias líneas de la dinastía polaca de Piast. Todos los gobernantes silesianos de la casa Piast animaron la inmigración de alemanes, quienes aumentaron la productividad agrícola de la región, desarrollaron su minería de carbón y producción de textiles, y poblaron nuevos pueblos y ciudades, de manera que la población adoptó un carácter cada vez más alemán. En el siglo XIV la región se convirtió en parte constituyente de las Tierras de la Corona de Bohemia bajo el Sacro Imperio Romano Germánico, que pasó a la Monarquía austriaca de los Habsburgo en 1526. Sin embargo, varios ducados permanecieron bajo el gobierno de duques polacos de las casas de Piast, Jagellón y Sobieski como feudos bohemios formales, algunos hasta los siglos XVII y XVIII. Pasó después de manos austriacas a las del estado alemán de Prusia, a partir de 1763, en virtud del tratado de Hubertusburg que puso fin a las guerras de Silesia.
El siglo XIX vio profundas transformaciones en la región cuando se explotó el carbón, con el nacimiento de grandes ciudades alrededor de la industria de la metalurgia. Después de 1871, formó parte de la Alemania unificada. El siglo XX también supuso grandes cambios en la región, anexionando Polonia una parte tras la Primera Guerra Mundial y finalmente casi toda la Silesia tras la Segunda Guerra Mundial, fijando la frontera en los ríos Óder-Neisse, con la consiguiente expulsión de su población. Tras la Primera Guerra Mundial, cuando polacos y checos recuperaron su independencia, la parte oriental de Alta Silesia se convirtió de nuevo en parte de Polonia por decisión de las potencias de la Entente tras insurrecciones por parte de polacos y el plebiscito de Alta Silesia, mientras que las restantes partes anteriormente austríacas de Silesia fueron divididas entre Checoslovaquia y Polonia. 
Durante la Segunda Guerra Mundial, como resultado de la ocupación alemana la región entera quedó bajo control de la Alemania nazi. En 1945, tras la Segunda Guerra Mundial, la mayoría de la Silesia dominada por los alemanes pasó a jurisdicción polaca con el Acuerdo de Potsdam entre los Aliados victoriosos, y se convirtió de nuevo en parte de Polonia bajo un régimen comunista. Silesia fue una de las regiones de territorio alemán que la Unión Soviética le otorgó a Polonia en compensación por tierra en el oriente de Polonia que fue incorporada a la URSS. Por su parte, la pequeña franja de Lusacia al oeste de la línea Óder-Neisse, que había pertenecido a Silesia desde 1815, se volvió parte de Alemania del Este.
Como resultado de las migraciones forzosas de 1945 a 1948, más de tres millones de alemanes abandonaron Silesia, y el área fue repoblada por polacos del norte y del este. De esta manera, los actuales habitantes de Silesia hablan las lenguas nacionales de sus respectivos países. La Baja Silesia, que previamente hablaba alemán, desarrolló un nuevo dialecto polaco mixto y nuevas costumbres. Existe un debate activo respecto a si el idioma silesio, común en la Alta Silesia, debería considerarse un dialecto del polaco o un idioma separado. El dialecto alemán silesio está a punto de desaparecer a raíz de la expulsión de sus hablantes.
La región la constituyen históricamente la Baja Silesia, que corresponde al sector occidental, y la Alta Silesia, al sector más oriental y meridional.

## Etimología
Los nombres de Silesia, en los diferentes idiomas comparten probablemente su etimología —en latín: Silesia; en polaco: Śląsk; en antiguo polaco:  Ślążsk[o]; en polaco silesio: Ślonsk; en alemán: Schlesien; en alemán silesio: Schläsing; en checo: Slezsko; en eslovaco: Sliezsko; en casubio: Sląsk; en alto sorabo: Šleska; en bajo sorabo: Šlazyńska—. Todos los nombres están relacionados con el nombre de un río (ahora Ślęza) y una montaña (monte Ślęża) localizado en la parte centromeridional de Silesia. La montaña se consideró lugar de culto.
Ślęża es uno de los varios nombres topográficos pre-indoeuropeos hallados en la región (véase en la Wikipedia en inglés: Antiguos hidrónimos europeos).
Según algunos estudiosos polacos el nombre ‘Ślęża’ [ˈɕlɛ̃ʐa] o ‘Ślęż’ [ˈɕlɛ̃ʐ] está directamente relacionado con las palabras del antiguo eslavo 'ślęg' [ˈɕlɛ̃ɡ] o 'śląg' [ˈɕlɔ̃ɡ], que significan sin niebla, mojado o humedad. hay desacuerdo con la hipótesis de un origen para el nombre Śląsk  [ˈɕlɔ̃sk] derivado del nombre de la tribu de los silingos, una etimología preferida por algunos autores alemanes.

## Geografía de la región histórica

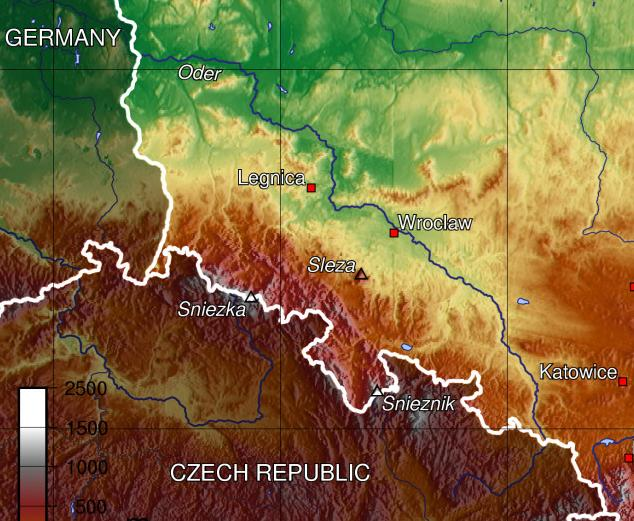
Topografía de la región

La mayor parte de Silesia es relativamente llana, aunque su límite meridional es generalmente montañoso. Se encuentra principalmente en una franja que corre a lo largo de ambas orillas del río Oder (Odra) en su curso superior y medio (Odra), aunque se extiende hacia el este hasta la cuenca superior del río Vístula. La región también incluye muchos afluentes del Oder, entre ellos el Bóbr (y su afluente el Kwisa), el Barycz y el Nysa Kłodzka. Las montañas de los Sudetes corren a lo largo de la mayor parte del extremo sur de la región, aunque en su extremo sudeste alcanzan las montañas Beskides y las Montañas Beskides moravo-silesias, que pertenecen a la cordillera de los montes Cárpatos.
Históricamente, Silesia estaba limitada al oeste por los ríos Kwisa y Bóbr, mientras que el territorio al oeste del Kwisa estaba en Alta Lusacia (antes Milsko). Sin embargo, debido a que parte de la Alta Lusacia se incluyó en la provincia de Silesia en 1815, en la alemana Görlitz, Alta Lusacia-Baja Silesia y las zonas vecinas se consideran partes de la Silesia histórica. Esos distritos, junto con el polaco voivodato de Baja Silesia y partes del voivodato de Lubusz, conforman la región geográfica de la Baja Silesia.
Silesia ha experimentado una extensión nocional similar en su extremo oriental. Históricamente se extendía solo hasta el río Brynica, que la separaba de Zagłębie Dąbrowskie en la región de la Pequeña Polonia. Sin embargo, para muchos polacos de hoy, Silesia (Śląsk) se entiende para cubrir toda la zona alrededor de Katowice, incluyendo Zagłębie. Esta interpretación tiene sanción oficial en el uso del nombre de Silesia (województwo śląskie) para la provincia que cubre esta área. De hecho la palabra Śląsk en polaco (cuando se usa sin calificación) ahora comúnmente se refiere exclusivamente a esta área (también llamada  Górny Śląsk o Alta Silesia).
De igual modo que en área de Katowice, la Alta Silesia histórica también incluía la región de Opole (voivodato de Opole) y la Silesia checa. La Silesia Checa se compone de una parte de la Región de Moravia-Silesia y del Distrito de Jeseník en la Región de Olomouc.

## Organización político-administrativa
La región histórica de Silesia pertenece actualmente casi por entero a Polonia, con pequeñas partes en la República Checa y en Alemania.

### Sector polaco
La parte polaca de Silesia está dividida en cuatro voivodatos (provincias):
- Alta Silesia:

- voivodato de Silesia, con capital en Katowice.
- Voivodia de Opole,  con capital en Opole.

- Baja Silesia:

- Voivodia de Baja Silesia, con capital en Wrocław.
- Voivodia de Lubusz, con capital en Zielona Góra.

Hay que recalcar que estos son los voivodatos que organizan administrativamente partes de la región histórica de Silesia, aunque no todo su territorio pertenecía a Silesia. (Se puede hacer la comparación con La Mancha española, que toda está en Castilla-La Mancha, pero que no toda la comunidad autónoma española es parte de La Mancha).

### Sector checo
La parte de Silesia que ahora pertenece a la República Checa depende de 14 provincias y limita con los distritos de Zlin y Olomouc en Chequia, Zilina en Eslovaquia y Polonia con frontera polaca, con un área aproximada de 4559 km² y un millón de habitantes.

### Principales ciudades
Las ciudades históricas más importantes de la región son las siguientes (con la población en 2006):
|    |  | Nombre        | Población | Área    | Provincia                 | País |
| -- |  | ------------- | --------- | ------- | ------------------------- | ---- |
| 1  |  | Breslavia     | 632 162   | 293 km² | Voivodato de Baja Silesia |      |
| 2  |  | Ostrava       | 336 556   | 214 km² | Región de Moravia-Silesia |      |
| 3  |  | Katowice      | 317 220   | 165 km² | Voivodato de Silesia      |      |
| 4  |  | Gliwice       | 199 451   | 134 km² | Voivodato de Silesia      |      |
| 5  |  | Bytom         | 187 943   | 69 km²  | Voivodato de Silesia      |      |
| 6  |  | Zabrze        | 191 247   | 80 km²  | Voivodato de Silesia      |      |
| 7  |  | Bielsko-Biała | 176 864   | 125 km² | Voivodato de Silesia      |      |
| 8  |  | Ruda Śląska   | 146 658   | 78 km²  | Voivodato de Silesia      |      |
| 9  |  | Rybnik        | 141 580   | 148 km² | Voivodato de Silesia      |      |
| 10 |  | Tychy         | 131 153   | 82 km²  | Voivodato de Silesia      |      |
| 11 |  | Opole         | 128 268   | 97 km²  | Voivodato de Opole        |      |
| 12 |  | Wałbrzych     | 126 465   | 85 km²  | Voivodato de Baja Silesia |      |
| 13 |  | Zielona Góra  | 118 221   | 58 km²  | Voivodato de Lubusz       |      |
| 14 |  | Chorzów       | 114 686   | 33 km²  | Voivodato de Silesia      |      |
| 15 |  | Legnica       | 105 750   | 56 km²  | Voivodato de Baja Silesia |      |

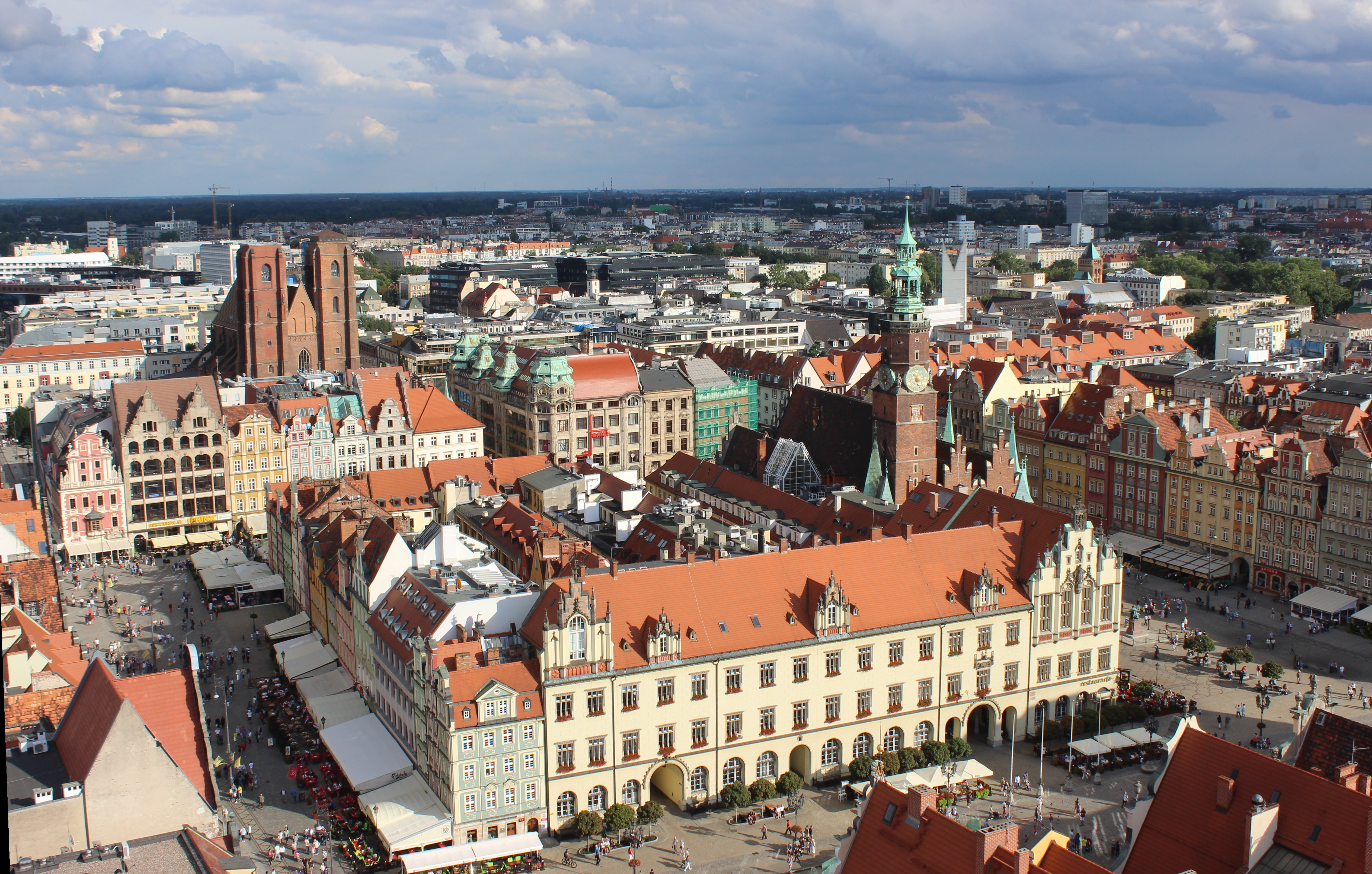
Breslavia (1)
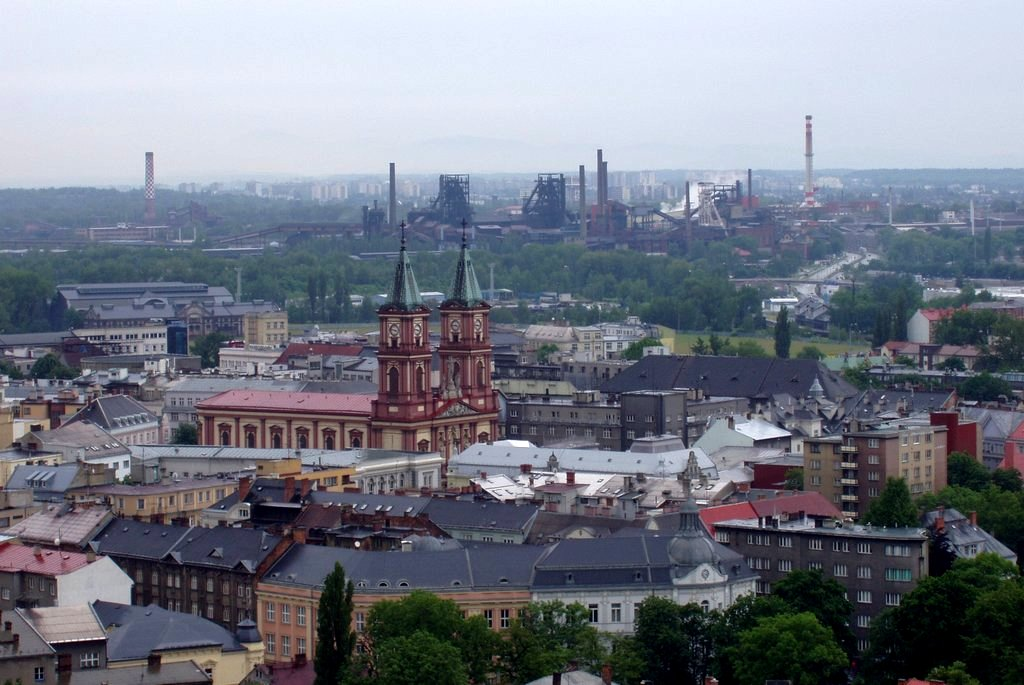
Ostrava (2)
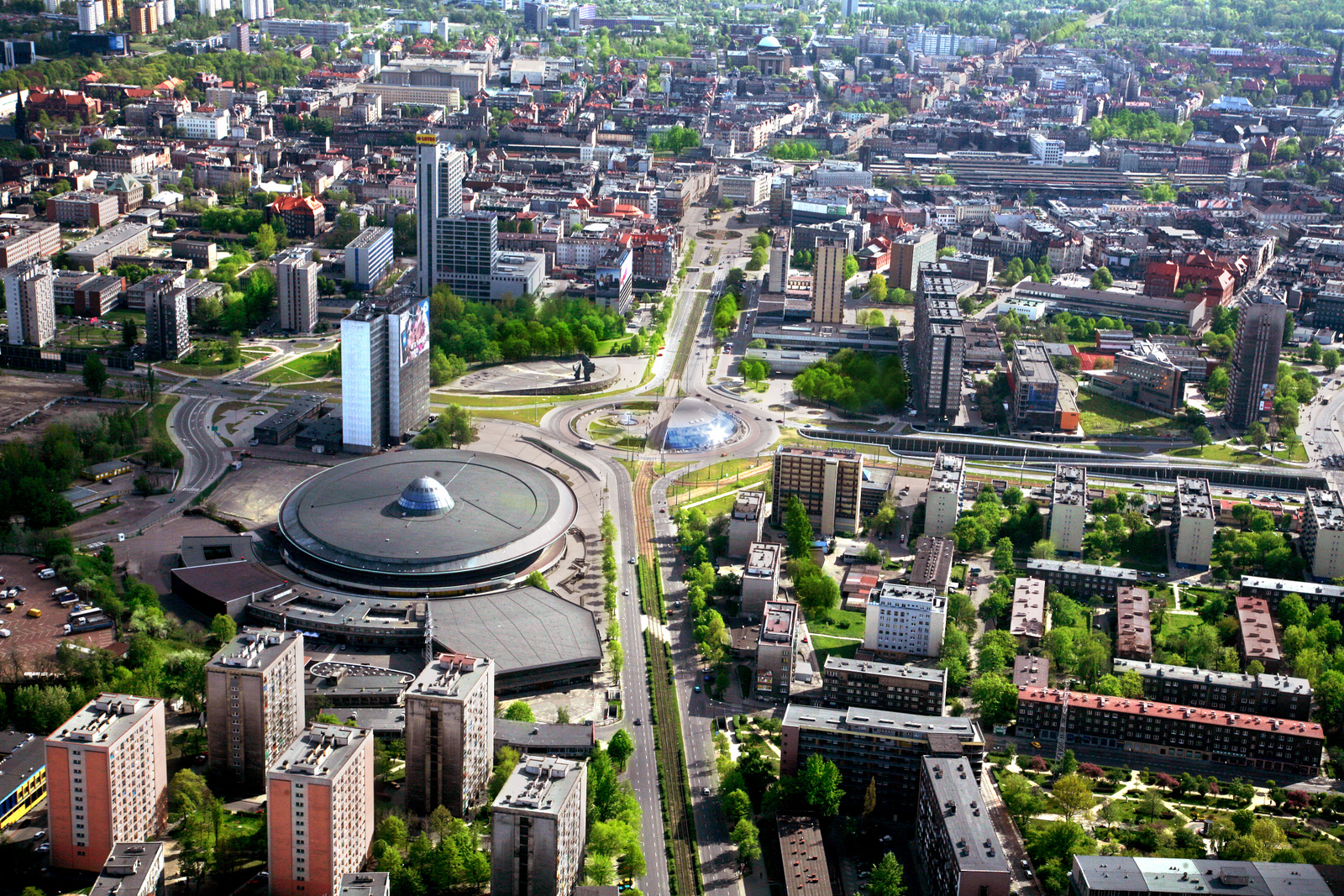
Katowice (3)
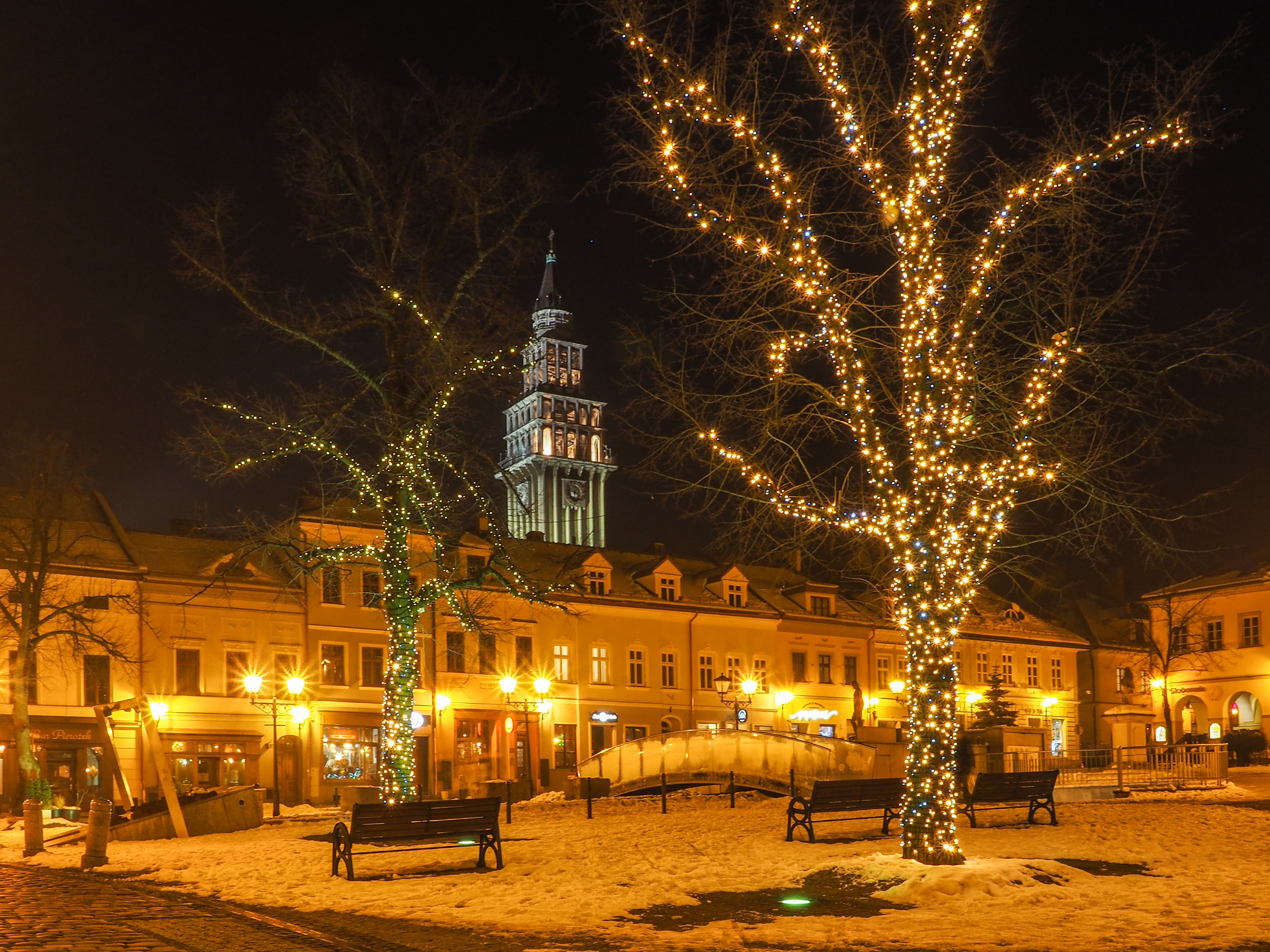
Bielsko-Biała (7)
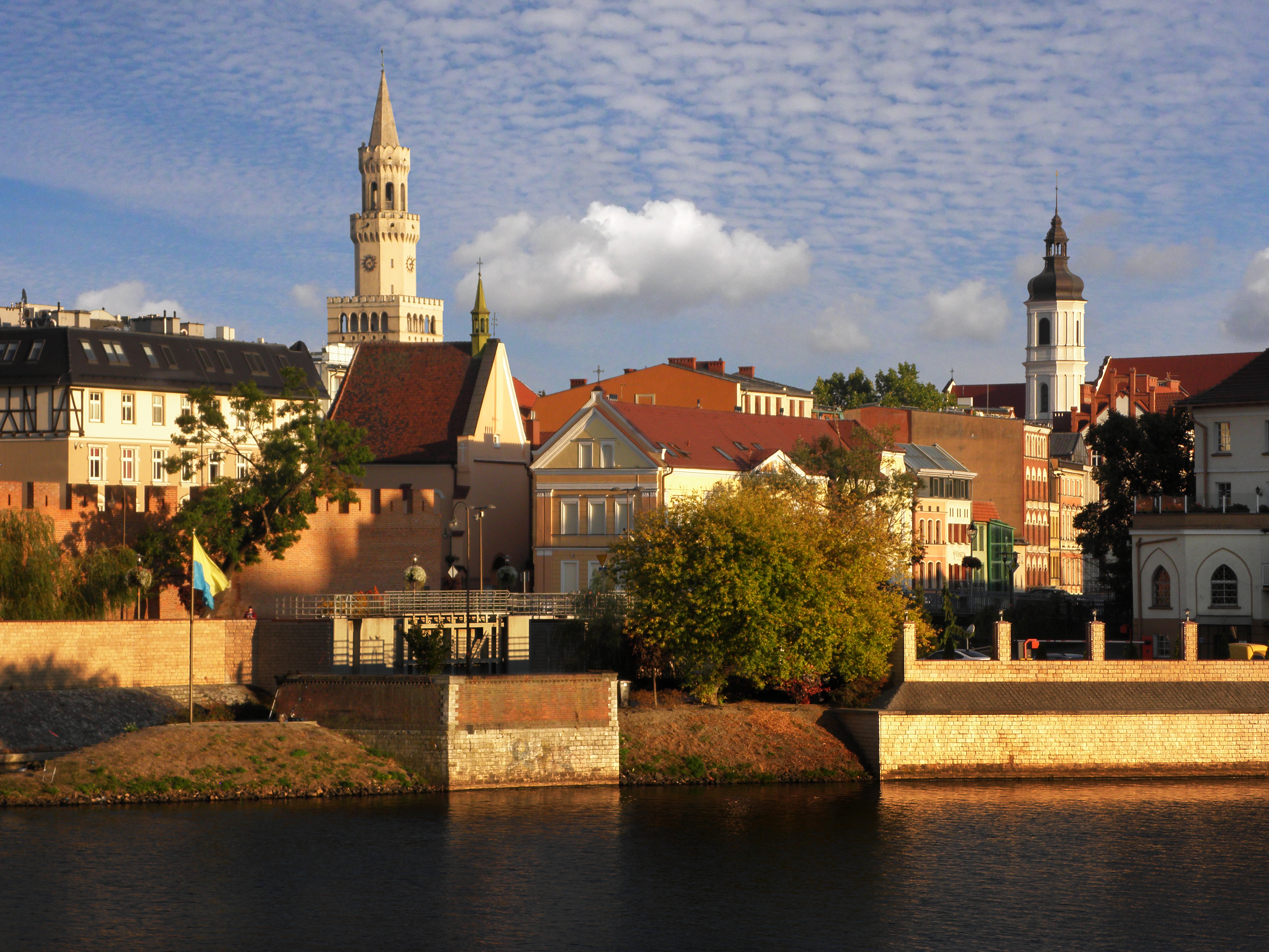
Opole (11)
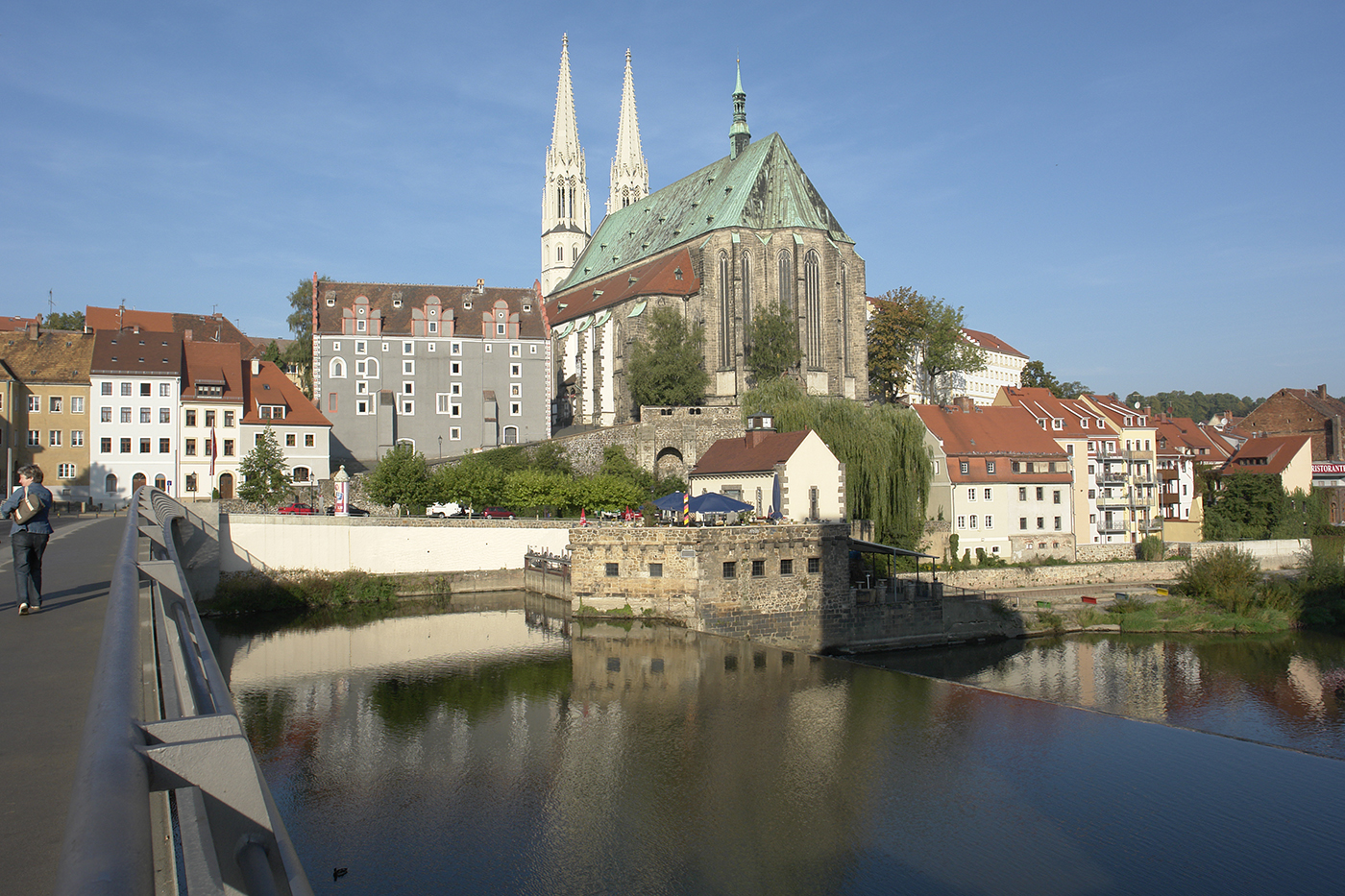
Görlitz

## Historia
En la segunda mitad del milenio II a. C. (finales de la Edad del Bronce), Silesia pertenecía a la cultura lusaciana. Aproximadamente en el 500 a. C. llegaron los escitas y más tarde los celtas en el sur y el suroeste. A partir del siglo I a. C., los silingos y otros pueblos germánicos, bastarnos y vándalos, se establecieron en Silesia (de este período ya se cuenta con informes escritos de autores antiguos que tratan la zona). En 406 esos primeros pobladores se desplazaron a conquistar al Imperio romano, siendo la región repoblada en los siglos VI-VII por pueblos eslavos como los lusacios y sorabos o serbios blancos, en el oeste, y los croatas blancos en el este. Hacia fines del siglo VII la mayoría de los croatas blancos y gran parte de los serbios blancos marcharon hacia la península de los Balcanes estableciéndose en las actuales Croacia y Serbia, siendo entonces Silesia repoblada por polacos y checos.
Los primeros estados conocidos en Silesia fueron los de Gran Moravia y Bohemia. Adquirida en 990 por el príncipe polaco Miecislao I a los bohemios (checos), Silesia fue incorporada a Civitas Schinesghe, el primer nombre reconocido de un estado polaco (siguió siendo parte de Polonia hasta la Fragmentación de Polonia (1138-1320)). Durante los siglos X al XII Silesia fue escenario de numerosas guerras polaco-bohemias.
En 1138, el príncipe polaco Boleslao III el Bocatorcida dividió el país entre sus cuatro hijos: Silesia pasó a depender de su hijo mayor, Vladislao II el Desterrado, que pronto tendría que salvarse con el destierro al ser atacado por sus hermanos menores. Al volver del exilio, sus hijos Boleslao el Alto y Miecislao el Piernas Torcidas, se dividieron la región, primera de las muchas divisiones que ha permanecido hasta la actualidad. Silesia fue continuamente dividida entre muchos ducados gobernados por varios duques de la dinastía Piast). Durante el gobierno de esos príncipes, Silesia, aunque dividida, permaneció siendo la región más desarrollada de Polonia.  Los príncipes fundaron numerosas ciudades y minas y aumentó la influencia cultural y étnica alemana  debido a los inmigrantes de los partes de habla alemana del Sacro Imperio Romano Germánico, a medida que la economía de la región se desarrollaba y se fundaban ciudades bajo el derecho municipal alemán.
En 1241, en la batalla de Liegnitz, el ejército del príncipe Enrique II  —que murió en la batalla— logró detener la invasión mongola.
Entre los años 1289-1292, el rey de Bohemia Wenceslao II se convirtió en soberano de algunos ducados de la Alta Silesia. Posteriormente, Silesia se convirtió en posesión de la Corona de Bohemia bajo el Sacro Imperio Romano Germánico en el siglo XIV.
Con el crecimiento de la hegemonía regional del unificado reino bohemio, en el siglo XIV los principados silesianos quedaron feudados por los reyes del sur, aunque todavía bajo el poder de los príncipes de la dinastía Piast. La reunificación del reino polaco no cambió la situación política, tampoco el corto reinado de la dinastía polaco-lituana en Praga. (El último Piast murió en el año 1675.)
En 1335, en el contrato de Trenčín, el rey polaco Casimiro III renunció «para siempre» a Silesia en favor del rey de Bohemia. En 1355, el emperador romano germánico Carlos IV (que desde 1347 era rey de Bohemia) incorporó Silesia al Sacro Imperio Romano Germánico. 
En 1526, el reino bohemio, junto con toda Silesia, pasó a manos de a la Monarquía de los Habsburgo. El ducado de Crossen fue heredado por el margraviato de Brandeburgo en 1476 y, con la renuncia del rey Fernando I de Habsburgo a las propiedades de Bohemia en 1538, se convirtió en una parte integral de Brandeburgo.
Con la llegada de la Reforma protestante (a partir de 1521) comenzaron los conflictos entre la mayoría protestante de la población y la dinastía católica.  
Tras la guerra de sucesión austríaca, en 1742 la mayor parte de Silesia quedó bajo el control del reino de Prusia de Federico II el Grande, y posteriormente se convirtió en la provincia prusiana de Silesia. Con la intensa colonización e industrialización empezó un tiempo de gran prosperidad.
La creación del Imperio alemán en 1871 incluyó a Silesia dentro de la Unificación alemana impulsada por Otto von Bismarck.
Después de la Primera Guerra Mundial, la Baja Silesia, que tenía una amplia mayoría alemana, permaneció con Alemania, mientras que la Alta Silesia, después de un plebiscito y tres  insurrecciones de los habitantes polacos, se dividió. Parte se unió a la renacida Segunda República Polaca y fue administrada como Voivodato de Silesia. La provincia prusiana de Silesia dentro de Alemania se dividió en las provincias de  Alta Silesia y Baja Silesia. La Silesia austríaca (oficialmente: Ducado de la Alta y Baja Silesia; casi idéntica a la actual Silesia checa), la pequeña porción de Silesia retenida por Austria después de las guerras de Silesia, pasó a formar parte de la nueva Checoslovaquia. En 1920 estalló un conflicto militar fronterizo entre Polonia y Checoslovaquia, que acabó con la división de la parte sureña de Silesia. 
Durante la Segunda Guerra Mundial, la Alemania nazi invadió las partes polacas de la Alta Silesia. Los judíos fueron objeto de genocidio en el Holocausto, mientras que los planes alemanes hacia los polacos implicaban una limpieza étnica y el exterminio biológico. En 1945 ambas provincias fueron ocupadas por la Unión Soviética. Según las exigencias del Acuerdo de Potsdam, la mayor parte de ese territorio se transfirió posteriormente a la República Popular de Polonia. La mayor parte de la población alemana, que no había sido evacuada o había huido, fue expulsada por la administración polaca recién llegada, mientras que los polacos expulsados de las zonas fronterizas del este de Polonia se establecieron en la región. Después de la derrota alemana en la Segunda Guerra Mundial, la parte de Silesia todavía perteneciente a Alemania fue cedida a Polonia a cambio de las tierras orientales polacas anexadas por la Unión de Repúblicas Socialistas Soviéticas (URSS) en 1944, cuando expulsaron a los alemanes y declararon unilateralmente que su frontera con Polonia era la establecida en la Línea Curzon de 1919. Toda la población alemana (más de 4 millones de personas) fue desterrada y en su lugar la región fue colonizada con polacos, parcialmente polacos de las regiones de Vilna y Leópolis. La parte checa de Silesia anexionada por la Alemania nazi en el marco de la integración de los Sudetes, también fue vaciada de su población alemana. Un 20% de la población polaca vive actualmente en Silesia, pero apenas hay familias cuyos antepasados sean naturales de la región.